# 코르시카 공화국
코르시카 공화국(이탈리아어: Repubblica Corsa)은 1755년 11월에 파스콸레 파올리가 제노바의 지배를 거부하고 코르시카의 독립을 주장하며 선포했던 국가였다. 제노바로부터 코르시카의 통치권을 양도받은 프랑스가 1769년에 독립을 주장하는 코르시카인들의 투쟁을 진압하였고, 이후 코르시카는 프랑스의 지배를 받았다. 코르시카는 나폴레옹의 출생지로도 유명하다.

## 성립
1729년 이후 코르시카 독립운동은 기세가 올라 제노바인 지배자들에게 맞섰다. 파스콸레 파올리는 아버지 지아친토 파올리가 이끌었던 저항운동을 이어받아 1755년 29살때부터 제노바와 프랑스의 지배에 대항했다. 산악지형을 이용하여 게릴라전을 펼치며 제노바인들을 해안지대로 몰아낸후 섬의 대부분을 점령하여 코르시카 공화국을 선포하였다. 가장 시급한 문제인 토지개혁을 단행하여 농민들로부터 폭넓은 지지를 얻었고 이것을 권력의 기반으로 삼았다. 
파올리는 정부를 재조직하였으며 코르트에 대학교를 세웠고 코르시카의 수호 성인인 성 데보타를 기념해 1757년에 잠시 존재했던 "성녀 데보타 기사단"을 조직하였다. 또한 계몽주의 원칙하에 여성 참정권이 포함되어 있는 코르시카 헌법을 제정하였다.
국회의사당 또는 다이어트는 3년에 한번씩 투표로 뽑힌 대표들로 구성되었다. 참정권은 25세 이상의 모든 남성으로 확대되었다. 전통적으로, 여성들은 포데스타나 마을의 원로들, 지방의 관리들을 뽑는데 투표를 해왔었고, 공화국 지배하에서 그들이 전국선거에 포함되어야 한다고 주장되었다.
공화국은 1761년 무라토에서 코르시카의 전통적인 상징인 무어인들의 머리가 새겨진 고유의 화폐를 주조했다.
파올리의 독립, 민주주의, 자유주의 같은 사상들은 장자크 루소, 볼테르, 레날, 마블리 같은 철학자들에게서 지지를 얻었다. 1768년에 출판된 제임스 보스웰의 《코르시카 이야기》는 유럽 전체에 파올리를 유명하게 하였다. 국가승인은 튀니스 베이리크국까지 확대되었다.

## 프랑스 침공
1756년 프랑스는 코르시카를 침공했으나 7년 전쟁이 발발하자 철수하였다. 7년 전쟁 직후 1764년에 제노바는 동맹국인 프랑스에 파병을 요청했다. 쇠퇴기에 있던 제노바는 코르시카의 반란을 진압할 수 있는 능력이 없었기 때문이다. 프랑스 군이 코르시카을 침공했으나 점령에는 실패했다. 
1768년에 제노바가 빚을 갚기 위해 프랑스와 베르사유 조약을 맺고 코르시카의 통치권을 매각하자 프랑스의 코르시카 정복전이 본격적으로 시작되었다. 코르시카인들은 섬을 침공한 프랑스 군과 전쟁을 벌였으나 1769년 5월 8일 퐁트노보 전투에서 크게 패배한후 전세가 완전히 기울었다. 투쟁을 이끌던 파올리는 프랑스가 제시한 항복조건을 받아들인후 영국으로 망명하였고 코르시카는 독립에 실패하였다.
코르시카 독립전쟁 당시 나폴레옹의 양친이 모두 참여하였으나 파올리가 망명할 때 따라가지 않았다. 당시 나폴레옹의 생모 레티치아는 임신 6개월째였는데 배 속에 든 아이가 바로 나폴레옹이었다. 코르시카에 잔류한 부친 카를로는 프랑스 측으로 전향하여 귀족의 지위를 얻었다. 1789년 프랑스 혁명이 발발하자 파올리가 코르시카로 돌아와서 다시 독립투쟁을 벌였다. 이때 나폴레옹도 합류하였으나 갈등으로 인해 1792년에 결별하였다.
영국이 코르시카의 독립을 지원했으나 96년동안 프랑스 지배가 확립되었다. 나폴레옹 1세의 몰락으로 1814년 영국의 통치를 받았으나 이듬해 프랑스로 되돌려졌다.

## 같이 보기
- 파스콸레 파올리